# Domingo López Matute
Domingo López, alias "Matute", o bien Domingo López de Matute (Guardatinajas, Venezuela, ca. 1799 - Salta, Argentina, 17 de septiembre de 1827) fue un militar de origen venezolano –aunque generalmente citado como colombiano– que participó en las guerras de independencia hispanoamericanas y luego en las guerras civiles argentinas, durante las cuales pagó con su ejecución sus varios cambios de bando e intentos de traición.

## Biografía

### De Venezuela a Salta
Nació en Guardatinajas, pueblo del municipio Francisco de Miranda, actual estado Guárico, Venezuela. No obstante, es generalmente citado como colombiano, probablemente porque los hombres con los que se instaló primeramente en Cochabamba y luego en Salta eran colombianos; o quizá porque se hizo conocido cuando Venezuela formaba parte de la Gran Colombia, de la cual se separaría Venezuela años más tarde. En general era citado como Domingo López Matute; lo que no ha sido aclarado es si el último término es un segundo apellido, por lo que la forma correcta sería Domingo López de Matute, o  un seudónimo, en cuyo caso sería Domingo López, alias "Matute".
Era un hombre tez oscura, con rasgos africanos o indígenas evidentes, por lo que era considerado pardo, y de condición social inferior. Luchó en la guerra de la Independencia a órdenes de Simón Bolívar, quizá inicialmente en las tropas de José Antonio Páez. Parece haber tomado parte en la batalla de Ayacucho.
En 1826 prestaba servicios en el Departamento de Cochabamba, posiblemente tras haber participado en la campaña de Antonio José de Sucre a las provincias de la Real Audiencia de Charcas. Pero, disgustado por un ascenso al grado de coronel, que creía que le correspondía pero le había sido negado, se llevó un escuadrón de granaderos montados –100 hombres, según algunos testigos, 190 de acuerdo a otros– para ponerse al servicio del gobernador de la provincia de Salta, Juan Antonio Álvarez de Arenales. En su persecución ingresó sin permiso a la provincia de Salta el coronel Francisco Burdett O'Connor, también colombiano; pero Matute lo emboscó y lo derrotó por completo frente a la villa de Rosario de Lerma.
Burdett O'Connor se presentó al gobernador Juan Antonio Álvarez de Arenales, exigiéndole que le entregara a Matute. El gobernador no solamente se negó, sino que lo expulsó del país entre amenazas por haber ingresado con tropas extranjeras. A continuación, el 19 de diciembre de 1826, incorporó a los colombianos y a su jefe (con el rango de teniente coronel) al ejército provincial. Luego envió a Matute y a sus hombres a ponerse a órdenes del coronel Gregorio Aráoz de La Madrid en su campaña contra el gobernador santiagueño Juan Felipe Ibarra.

### Un escándalo matrimonial y la guerra civil
Según Lamadrid, el coronel López encontró a la joven Luisa Ibazeta en un baile en casa su aristocrática familia, y esa misma noche la pidió en matrimonio. Ante la negativa de los padres, debida a las diferencias sociales y raciales que los separaban, sacó a la niña a la fuerza de la casa y obligó a un cura a que los casara. Se instalaron en la ex Posta de Yatasto, donde algunos meses más tarde los conoció el viajero inglés Edmundo Temple, que observó que la joven esposa, de unos veinte años de edad, parecía muy arrepentida de su intempestivo matrimonio y de la resultante ruptura con su familia.
Finalmente Matute se dirigió con algunos soldados salteños y unas cuantas decenas de sus granaderos –el resto se había dispersado– a unirse a las fuerzas de Lamadrid. No obstante, en el camino se encontró con Manuel Puch, que marchaba con una partida de soldados a unirse a Pachi Gorriti, hermano del general y del canónigo de ese apellido en la revolución contra Arenales. El 7 de febrero de 1827, Gorriti y López Matute derrotaron al coronel Francisco Bedoya, enviado en apoyo de Arenales, en la batalla de Chicoana. Al finalizar la batalla, los colombianos degollaron a varios prisioneros en el atrio de una iglesia.
El general José Ignacio Gorriti asumió la gobernación salteña, y López Matute fue ascendido a coronel y nombrado jefe del estado mayor del ejército salteño, especialmente para la inmediata campaña de Lamadrid a Santigo del Estero. En los días que tardó el desplazamiento, los soldados colombianos se emborrachaban, atacaban y asesinaban a los civiles de los pueblos a su paso. Gorriti tenía que indemnizar a los sobrevivientes, por lo que su relación con Lamadrid se deterioró rápidamente. No obstante, López atacó el campamento de Ibarra, derrotándolo, y Lamadrid ocupó la capital santiagueña. En respuesta, Juan Facundo Quiroga atacó Tucumán, por lo que Lamadrid retrocedió apresuradamente a la capital tucumana.
El 6 de julio de 1827 tuvo lugar la batalla de Rincón de Valladares entre los unitarios de Lamadrid y los federales de Quiroga. Al inicio del combate, los colombianos de López Matute arrollaron al ala izquierda del riojano mientras intentaban una maniobra de engaño; pero la caballería del ala derecha federal realizó adecuadamente la maniobra buscada: justo antes de chocar con su ememigo se dieron vuelta y huyeron, de modo que fueron perseguidos por la caballería unitaria; pero algunas cuadras más adelante, fuera del alcance de la infantería y artillería unitarias los unitarios volvieron a dar vuelta y se lanzaron contra los unitarios. El coronel Indalecio Chenaut no supo reaccionar, y los soldados de sus subordinados Gregorio Paz y José Ignacio Helguero, sorprendidos, se dieron a la fuga. Pocos minutos más tarde, la victoria quedaba decidida en favor de Quiroga. Matute se retiró junto a Lamadrid, pero planeó arrestarlo y entregárselo al caudillo federal; de modo que Lamadrid se alejó de él y cambió el rumbo de su huida, terminando exiliado en Bolivia.

### Ejecución
Por su parte, López Matute regresó a Salta, donde se puso a planificar un golpe de Estado contra Gorriti; éste se enteró de los planes del colombiano y lo hizo arrestar. La mayor parte de los granaderos habían muerto en combate o se habían dispersado, por lo que fue fácil arrestarlo. Gorriti ordenó su fusilamiento, y un cura fue enviado a administrarle los últimos sacramentos.
Los detalles de la vida de López Matute no están claros para ninguno de los historiadores que han escrito acerca de él. En otras versiones, distintas de la mencionada, fue solamente después de su regreso de Tucumán que raptó a la joven y se casó con ella. Los Ibazeta entonces habrían acusado al coronel colombiano de dirigir un complot en contra del gobernador, no quedando claro si la tal conspiración era real o no. En todo caso, Matute habría sido arrestado y condenado a muerte, pero se le concedió la celebración de una misa, durante la cual habrían ocurrido los hechos que todos los autores cuentan acerca de su muerte.
Según la versión aparentemente mayoritaria, el casamiento de López Matute con Luisa Ibazeta había ocurrido ya hacía muchos meses, y en el momento en que el coronel volvió del Tucumán, se sabía que Luisa estaba embarazada. Haya sido durante una misa o mientras el cura intentaba administrarle los últimos sacramentos, Matute se apoderó por sorpresa del cáliz donde el sacerdote llevaba las hostias, y exigió ser puesto en libertad; caso contrario, derramaría las hostias, lo que era considerado un grave sacrilegio. Los soldados consultaron a Gorriti qué debían hacer, ya que el gobernador era un hombre culto y versado en derecho canónico; pero como era también un hombre práctico, respondió "¡Que lo fusilen con el cáliz!" Poco después, López Matute se rindió, aceptó confesarse, comulgar y recibir la extrema unción. De acuerdo a Antonio Zinny, fue fusilado a las once y media de la mañana del 17 de septiembre de 1827.
Pero también para su muerte hay una segunda versión: según el viajero inglés Temple, no fue fusilado sino que intentó montar un caballo que le había traído un cómplice, y fue muerto a tiros por los guardias. Zinny agrega, por su parte, que la tradición afirmaba que tenía los grillos tan ajustados a sus tobillos que le cortaron los pies para extraérselos antes de enterrarlo.
Meses más tarde, Luisa Ibazeta dio a luz un vástago póstumo del coronel López Matute, pero sus abuelos le negaron su apellido y también el del padre.